# Península de Eyre

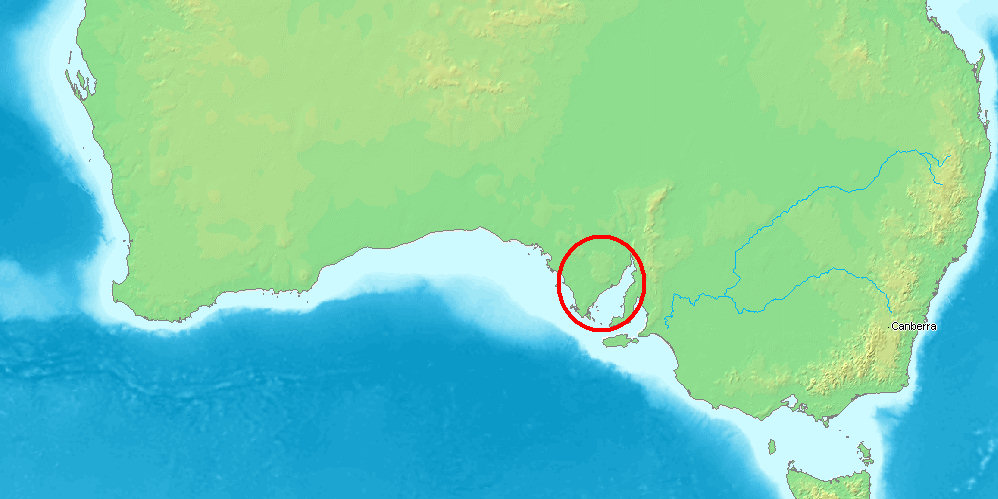
Localização da península de Eyre e do golfo de Spencer no sul do continente australiano.

A península de Eyre é uma península de forma triangular na Austrália Meridional. Limita a leste com o golfo de Spencer, a oeste com a Grande Baía Australiana e a norte com os montes Gawler. Tem o nome do explorador Edward John Eyre, que a explorou parcialmente entre 1839 e 1841. 

## Descoberta

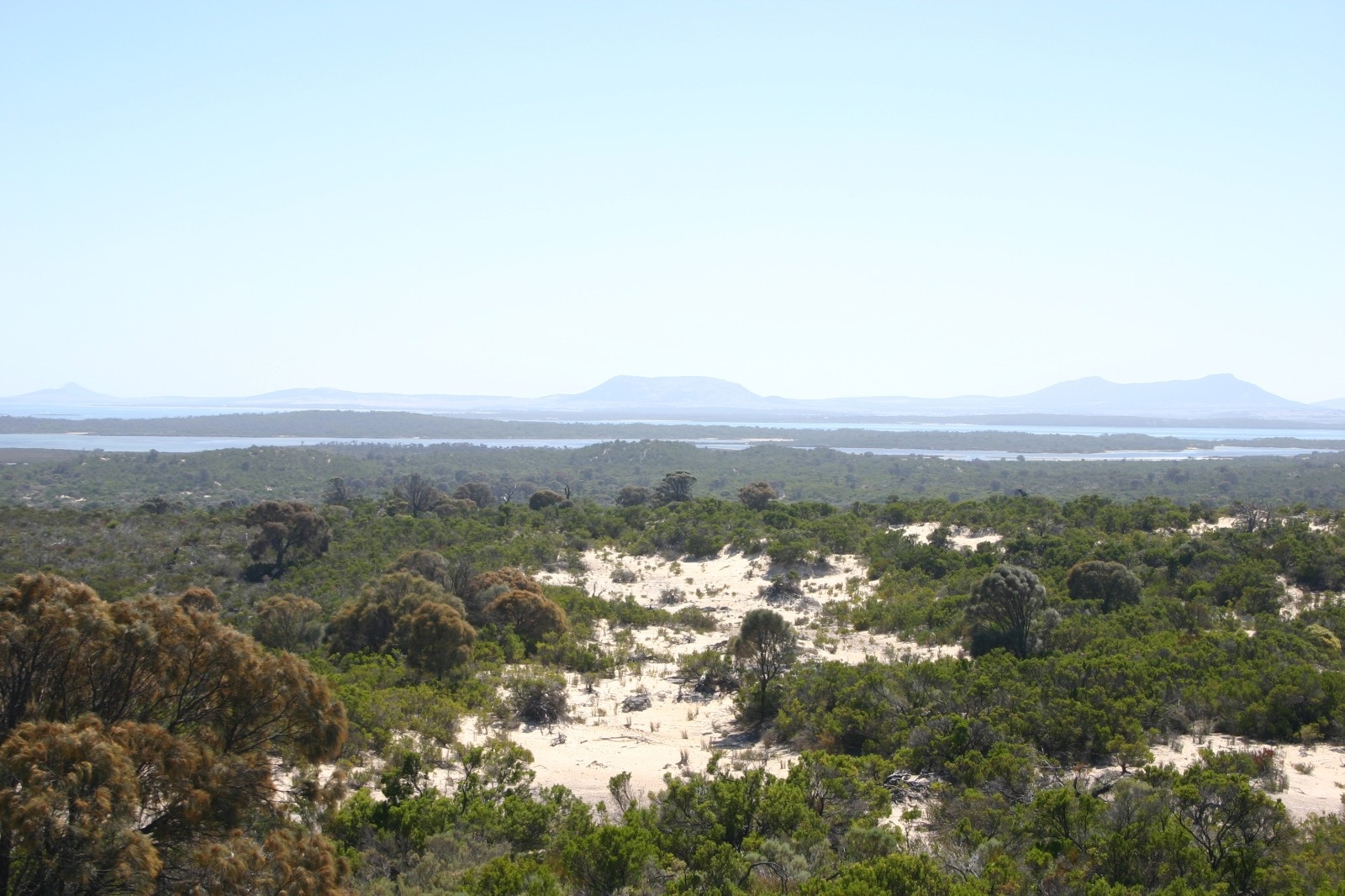
Paisagem do parque nacional de Coffin Bay na península de Eyre.

A sua linha de costa foi explorada pela primeira vez por Matthew Flinders em 1801 e 1802. A costa ocidental também foi visitada por Nicolas Baudin mais ou menos pela mesma época. O interior da península foi explorado por uma expedição liderada por John Charles Darke em 1844, tendo este sido morto pelos aborígenes locais quando regressava a Port Lincoln.

## Características
As principais cidades são Port Lincoln no extremo meridional, Whyalla e Port Augusta a nordeste, e Ceduna a noroeste. Estão ligadas pela autoestrada de Eyre pelo interior e pelas estradas Flinders e Lincoln Highway pelas costas oeste e leste, respectivamente.
O principal recurso da zona é a agricultura e a pecuária - os cereais, e os gados ovino e bovino, e no sul mais húmido, actividades como a indústria leiteira e a vitivinicultura. Muitas pessoas das localidades da costa dedicam-se à pesca comercial, particularmente em Port Lincoln onde há uma grande frota de pesca de atum, que gradualmente se move para a piscicultura. A península de Eyre tem cerca de 56 milhares de habitantes.
Existe mineração comercial de nefrite perto de Cowell. Também se extrai minério de ferro nas colinas perto de Iron Knob.